# Nils Lundgren
Nils Gustav Herman Lundgren (ur. 13 lipca 1936 w Skövde) – szwedzki polityk, ekonomista, deputowany do Parlamentu Europejskiego (2004–2009).

## Życiorys
Z wykształcenia doktor nauk ekonomicznych, ukończył studia na Uniwersytecie w Sztokholmie. Pracował m.in. w sekretariacie Europejskiego Stowarzyszenia Wolnego Handlu w Genewie, sztokholmskim narodowym instytucie badań ekonomicznych. Był także głównym ekonomistą PK-banken/Nordbanken.
Stał na czele ruchu Europa ja – euro nej (dosł. Europa tak – euro nie). Był współzałożycielem i przez lata przewodniczącym Listy Czerwcowej. Z jej ramienia w wyborach w 2004 uzyskał mandat posła do Parlamentu Europejskiego. Przystąpił do eurosceptycznej grupy Niepodległość i Demokracja, został m.in. wiceprzewodniczącym Komisji Kontroli Budżetowej. W PE zasiadał do 2009.